# 航空烈士公墓
航空烈士公墓（こうくうれっしこうぼ）は、中華人民共和国南京市玄武区の紫金山の北麓に位置する、日中戦争時に対日戦で戦死した航空兵たちの墓である。中国だけでなく旧ソビエト連邦、アメリカ合衆国など各国の兵士も祀られている。2002年に江蘇省文物保護単位に指定された。

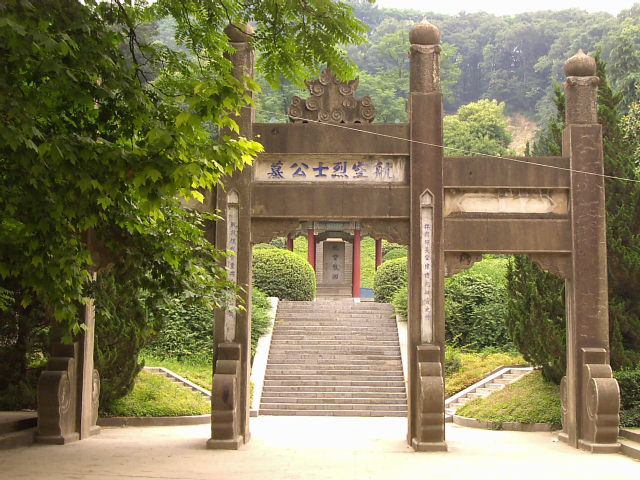
牌坊
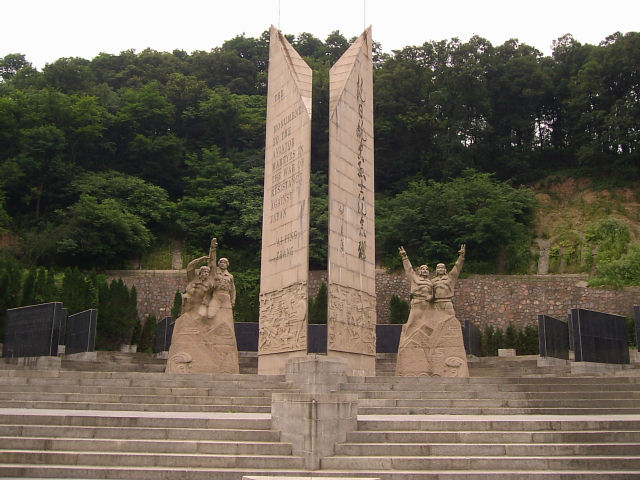
記念碑
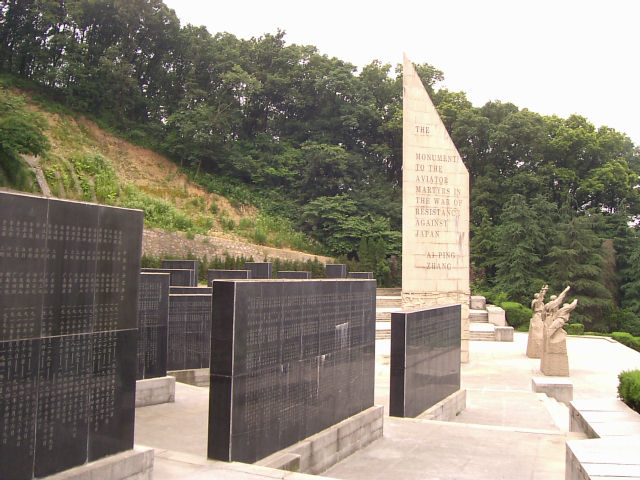
墓碑

座標: 北緯32度05分29秒 東経118度50分35秒 / 北緯32.091506度 東経118.843085度